# Blue Sky Mining
Blue Sky Mining – siódmy album studyjny australijskiej grupy rockowej Midnight Oil. Album został wydany w 1990.

## Lista utworów
1. „Blue Sky Mine” (Midnight Oil)
2. „Stars of Warburton” (James Moginie, Peter Garrett)
3. „Bedlam Bridge” (Robert Hirst)
4. „Forgotten Years” (Hirst, Moginie)
5. „Mountains of Burma” (Hirst)
6. „King of the Mountain” (Hirst, Moginie)
7. „River Runs Red” (Hirst, Moginie)
8. „Shakers and Movers” (Moginie, Garrett)
9. „One Country” (Moginie, Garrett)
10. „Antarctica” (Moginie, Hirst, Martin Rotsey, Garrett)
11. „You May Not Be Released”

## Twórcy
- Peter Garrett – wokal
- Rob Hirst – perkusja, dalszy wokal
- Jim Moginie – gitara, keyboard
- Bones Hillman – bas, dalszy wokal
- Martin Rotsey – gitara